# Kína űrkutatása
Kína lett a harmadik ország (a Szovjetunió/Oroszország és az Amerikai Egyesült Államok után), amely önerőből juttatott embert a világűrbe, valamint sikerült épségben űrszondát a Hold felszínére juttatnia.

## Története
A rakétatechnika alapjait Kínában rakták le, itt találták fel a puskaport és az első rakétának nevezhető szerkezeteket. Mégis hosszú időnek kellett eltelnie, hogy Kína az űrkutatás útjára lépjen.
A kínai űrrepülés egyik legnagyobb alakja kétségkívül Csien Hszüe-szen (Qian Xuesen). Csien (Qian) egyike volt a legnagyobb amerikai tudósoknak. Öt évig tartó amerikai meghurcolása után sikerült elérni, hogy hazatérjen. Szakmai tudása csak Wernher von Braun felkészültségével mérhető össze.
Az szovjet Szputnyik–1 fellövését követően indult meg Kínában a saját űrkutatási program. A program irányításával Csien (Qian)t és Csao Csiucsang (Zhao Jiuzhang)ot bízták meg. A szűkösen meghatározott határidőt visszavetette a hiányzó speciális tudományos háttér, a képzett szakembergárda és a felkészületlen ipari bázis.
A műholdprogram részeként 1960-ban emelkedett fel az első teljesen kínai tervezésű és építésű rakéta. Az elkészítésére jellemző volt a kézi erő alkalmazása. Ebben az időben a szovjet rakétatechnikai segítség volt jellemző. Az R–2 ballisztikus rakéta szovjet licence alapján gyártott változata lett a Tungfeng–1 (Dongfeng–1), ami 550 kilométer hatótávolsággal bírt.
1964-ben került sor a Tungfeng–2 (Dongfeng–2) ( „Keleti Szél 2") ballisztikus rakéta első sikeres tesztjére.
A rakétatechnikai polgári fejlesztése 1968-ban került katonai felügyelet alá, ami azonnal biztosította a katonai célú rakéták, a hozzájuk kapcsolódó emberi és fizikai infrastruktúra igénybevételét. Így vált lehetővé, hogy az 1958-ban Góbi-sivatagban kiépített – 200 kilométerre a névadó Csiucsüan (Jiuquan) városától – rakétakísérleti bázis alapjait felhasználva kiépítsék a Csiucsüan Űrközpont (Jiuquan Űrközpont)ot.
1979-től Amerika segítséget nyújtott LANDSAT típusú (földi erőforrás-kutató) és távközlési műholdak vételére alkalmas vevőállomások vásárlására.
1980 áprilisára befejeződött a Sanghaj (Shanghai) közelében kialakított Űrhajós Kiképző Központ. A kínai űrprogram az 1980-as évek második felétől fogva folyamatosan fejlődik. Mindennek az alapja Kína folyamatos gazdasági fejlődése, mely stabil hátteret biztosít a kutatásokhoz, a programhoz.
1982-1983 között kínai megrendelésre amerikai hordozórakétákkal távközlési mesterséges holdakat helyeztek Föld körüli pályára.
A Szovjetunióval és Amerikával kialakult ingatag politikai- és gazdasági kapcsolat miatt a saját lábon állás mellett döntöttek. 1983 végére kifejlesztettek egy új rakétát, kiépültek a kilövőállások, az irányítóközpont és a űreszközöket követő bázisállomások hálózata.
1993-ban létrehozták a Kínai Nemzeti Űrügynökséget (CNSA) amely irányítja, összefogja a Kínai űrprogramot.
A gazdasági és politikai nézetek miatt – a Szovjetuniótól kapott illetve átvett, továbbfejlesztett – önállóan kellett kifejlesztenie, megépítenie űrkutatási programját. 
2001-ben együttműködési szerződés, Double Star jött létre a kínai űrhivatal és az Európai Űrügynökség (ESA) közös tudományos programok végzésére.

## Műholdak
1970. április 4-én került felbocsátásra a Kína–1 elnevezésű első mesterséges hold, amelyet további hasonló műszaki felépítésű műholdak követtek. A programban 1980-ig háromfajta űrszonda, két hordozórakéta típus szerepelt.
A Kína–1 és Kína–2 könnyű fizikai mérőműholdak magas elliptikus pályán mintegy hat hónapig keringtek, ezek indításához egy könnyű kétfokozatú hordozórakétát használtak. A műholdak tömege 150-250 kilogramm volt. Műszereik, berendezéseik a későbbi programok alaptípusai voltak.
A Kína–6 egy közepes fizikai műhold volt 760 kilogrammos tömeggel, a kínai meteorológiai szputnyikok előfutára.
A Kína–3, –4, –5, –7, –8, –9 műholdak nehéz, mintegy 2500-3500 kilogramm tömeggel rendelkeztek. A Kína–4, –7, –9 műholdak esetében a műszertartályt visszahozták a Földre. Feladatuk a későbbi programok technikai eszközeinek próbája és a fotófelderítés volt. A sorozat hordozó rakétája már háromfokozatú volt, hogy a nagyobb tömeget tudjon biztonságos pályára állítani. Lehetővé vált emberes űrhajó felbocsátása. A pályaelemek kialakítása következtében az indítási pályaszakasz Kína területe felett húzódott, leszállásnál biztosított volt a folyamatos ellenőrzés.
A Kína–9 leszállóegysége egy kutyával tért vissza a Földre.

## Űrszondák

### Holdkutató szondák
A program 2003-ban indult, és jelenlegi célja, hogy elsajátítsa a Holdig való eljutás, az oda történő puha leszállás és a visszatérés műveleteit.
2007-ben a Csang-o-program (Chang'e Gongcheng) keretében indult Csang-o–1 (Chang'e yi hao) és Csang-o–2 (Chang'e er hao), melyek eljutottak a Holdig, pályára álltak, tesztelték a Holdra szállás műveleteit. A Csang-o–3 (Chang'e Sanhao) sima leszállást hajtott végre. Kína a világ harmadik országa, amelynek sikerült épségben űrszondát a Hold felszínére juttatni, valamint egy kicsi Jütu (Yutu) névre hallgató holdjárót.
2017-re tervezték az emberes holdmisszió megkezdését.

### Marskutató szondák
2011-ben indították Bajkonurból, az orosz Fobosz-Grunt szondával együtt a Jinghuo–1 (Yinghuo–1) első kínai marskutató űrszondát.

## Emberes űrrepülés

### Sencsou-program
1992. szeptember 22-én fogadták el a Sencsou-program (Shenzhou Jihua-t) (isteni hajó) az első kínai emberes űrprogramot.
1999. november 20-án egy Hosszú Menetelés 2F rakéta hegyén emelkedett az űrbe a Sencsou–1 (Shenzhou Yihao), személyzet nélkül, automatikusan működő űrhajó. Ezzel megkezdődött Kína emberes űrrepülési programja. A Sencsou–5 (Shenzhou Wu Hao) szállított első alkalommal űrhajóst. Ezzel Kína lett a harmadik nemzet – Szovjetunió és Amerika – után, aki képes volt önerőből embert juttatni a világűrbe. A Sencsou–6 (Shenzhou Liu hao) az első, több embert szállító űrhajó. A Sencsou–7 (Shenzhou Qi Hao) legénysége végrehajtotta az első kínai űrsétát. A Sencsou–8 (Shenzhou Ba Hao) automatikusan dokkolt a Tienkung–1 (Tiangong yihao) kísérleti űrállomással. A Sencsou–9 (Shenzhou Jiu Hao) három űrhajóssal a fedélzetén végrehajtotta az első kézi dokkolást a Tienkung–1 (Tiangong yihao) űrállomással. Az első legénység, aki az űrállomáson végzett szolgálatot. A Sencsou–10 (Shenzhou Shihao) három űrhajóssal a fedélzetén teljesítette az előírt programot a Tienkung–1-en (Tiangong yihao-n).

### Űrhajósok
- Jang Li-vej (Yang Liwei) a Sencsou–5 (Shenzhou Wu Hao) űrhajósaként az első kínai emberes űrrepülést végezhette,
- Fej Csün-lung (Fei Junlong) a Sencsou–6 (Shenzhou Liu hao) űrhajó parancsnoka,
- Nie Haj-seng (Nie Haisheng) a Sencsou–6 (Shenzhou Liu hao) fedélzeti mérnöke, a Sencsou–10 (Shenzhou Shihao) űrprogram parancsnoka,
- Csing Haj-peng (Jing Haipeng) a Sencsou–7 (Shenzhou Qi Hao) űrhajó pilótája, a Sencsou–9 (Shenzhou Jiu Hao) és Sencsou–11 (Shenzhou Shiyi) űrprogramok parancsnoka,
- Liu Poming (Liu Boming) a Sencsou–7 (Shenzhou Qi Hao) űrhajó fedélzeti mérnök,
- Csai Csekang (Zhai Zhigang) a Sencsou–7 (Shenzhou Qi Hao) űrhajó parancsnoka,
- Liu Vang (Liu Wang) a Sencsou–9 (Shenzhou Jiu Hao), az első háromszemélyes űrhajó kutatója,
- Liu Jang (Liu Yang) a Sencsou–9 (Shenzhou Jiu Hao), az első háromszemélyes űrhajó fedélzeti mérnöke, az első kínai űrhajósnő,
- Vang Japing (Wang Yaping) a Sencsou–10 (Shenzhou Shihao) űrprogram fedélzeti mérnöke, a második kínai űrhajósnő,
- Csang Hsziaokuang (Zhang Xiaoguang) a Sencsou–10 (Shenzhou Shihao) űrprogram pilótája,
- Csen Tung (Chen Dong) a Sencsou–11 (Shenzhou Shiyi) űrprogram pilótája,

## Hordozórakéták
- A Feng Pao 1 (Feng Bao 1) egyike a Kína által fejlesztett és üzemeltetett hordozórakétáknak.
- CZ–1 hordozórakéta Csang-cseng–1 (Changzheng-1), háromlépcsős hordozórakéta.
- A Sencsou-program (Shenzhou Jihua)-hoz fejlesztették ki a Hosszú Menetelés–2F (CZ–2F, LM–2F) hordozórakétákat, melyet az 1990-es évek végére hozták létre a CZ–2E rakéta továbbfejlesztésével.

## Űrállomások
Az Egyesült Államok korábban elutasította Kína kérelmét, mely szerint közre kívánt működni a Nemzetközi Űrállomáson, mert nem kívánta megosztani technológiáját a gazdasági és politikai ellenfél Kínával. Ezért Kína önállóan fogott neki űrállomást építeni.
A Tienkung–1 (Tiangong yihao)-et az első kínai kísérleti űrállomást, 2011. szeptember 29-én állították pályára egy Hosszú Menetelés–2F hordozórakétával. A viszonylag kis méretű űrállomás nem volt alkalmas tartós űrbeli tartózkodásra, csak az időnként hozzá kapcsolódott űrhajók személyzetei szolgáltak az űrállomáson, majd munkájuk végeztével az űrállomást üresen hagyták. Három Sencsou (Shenzhou) űrhajó (Sencsou (Shenzhou)–8, 9 és 10) kapcsolódott az állomáshoz, melyből kettő szállított személyzetet is. A Sencsou–10 (Shenzhou Shihao) űrhajóval a fedélzetre lépett Kína első női űrhajósa. 2016 márciusában beszüntették a működését, majd pár nappal később a földi irányítóközpont elvesztette vele a kapcsolatot. Végül 2018. április 2-án irányítás nélkül tért vissza a Föld légkörébe és részben elégett. A Tienkung–1 (Tiangong yihao) az eredetileg tervezett két év helyett közel négy és fél évig üzemelt.
Kína második kísérleti űrállomása a Tienkung–2 (Tiangong erhao) 2016. szeptember 15-én állt pályára. Külsőleg a Tienkung–1-el (Tiangong yihao-val) megegyező állomást szintén csak egy modulosra tervezték. Személyzet csak egyszer járt az űrlaboratóriumban, a Sencsou–11 (Shenzhou Shiyi) személyzete 30 napot töltött a fedélzeten. 2017. április 22-én sikeresen kapcsolódott hozzá a Tiencsou–1 (Tian Zhou–1), az első kínai teherűrhajó. Öt évre tervezték az üzemeltetését, de végül korábban 2019 július 19-én, a korábbi űrállomással ellentétben irányítottan, belépett a Föld légkörébe és megsemmisült a Csendes-óceán felett.
A harmadik kísérleti űrállomást a Tienkung–3-at (Tiangong sanhao-t) végül törölték, és a feladatait összevonták a Tienkung–2 (Tiangong erhao) programjával. Helyette a tervek szerint 2020-ra felépül a Föld körül keringő első kínai moduláris űrállomás.

## Külső hivatkozások
- Szabó Zoltán: A kínai űrkutatás története. cri.cn, 2012. június 25. (Hozzáférés: 2014. április 11.)
- Újabb űrverseny kezdődik? - 4.. x3.hu, 2010. április 10. (Hozzáférés: 2014. április 11.)